# Somewhere Back in Time: The Best of 1980-1989
Somewhere Back in Time: The Best of 1980-1989 è una raccolta del gruppo musicale britannico Iron Maiden, pubblicata il 22 maggio 2008 dalla What Records.

## Descrizione
Contiene una selezione di brani originariamente pubblicati nei primi sette album del gruppo. Dal disco prende il nome il tour del 2008: il Somewhere Back in Time World Tour. La copertina è come al solito opera di Derek Riggs.

## Tracce
1. Intro: Churchill's Speech (Winston Churchill) - 0.49 - Tratto da Live After Death
2. Aces High (Harris) - 4.36 - Tratto da Powerslave
3. 2 Minutes to Midnight (Dickinson, Smith) - 6.00 - Tratto da Powerslave
4. The Trooper (Harris) - 4.11 - Tratto da Piece of Mind
5. Wasted Years (Smith) - 5.06 - Tratto da Somewhere in Time
6. Children of the Damned (Harris) - 4.35 - Tratto da The Number of the Beast
7. The Number of the Beast (Harris) - 4.53 - Tratto da The Number of the Beast
8. Run to the Hills (Harris) - 3.53 - Tratto da The Number of the Beast
9. Phantom of the Opera - Live (Harris) - 7.21 - Tratto da Live After Death
10. The Evil That Men Do (Dickinson, Smith, Harris) - 4.34 - Tratto da Seventh Son of a Seventh Son
11. Wrathchild - Live (Harris) - 3.07 - Tratto da Live After Death
12. Can I Play with Madness (Dickinson, Smith, Harris) - 3.31 - Tratto da Seventh Son of a Seventh Son
13. Powerslave (Dickinson) - 6.47 - Tratto da Powerslave
14. Hallowed Be Thy Name (Harris) - 7.12 - Tratto da The Number of the Beast
15. Iron Maiden - Live (Harris) - (4.50) - Tratto da Live After Death

## Formazione
Gruppo
- Bruce Dickinson – voce
- Dave Murray – chitarra
- Adrian Smith – chitarra
- Steve Harris – basso
- Nicko McBrain – batteria (eccetto tracce 6, 7, 8 e 14)
- Clive Burr – batteria (tracce 6, 7, 8 e 14)

Altri musicisti
- Michael Kenney – tastiera (tracce 10 e 12)

## Classifiche
| Classifica (2008) | Posizione massima |
| ----------------- | ----------------- |
| Austria           | 26                |
| Belgio (Fiandre)  | 19                |
| Belgio (Vallonia) | 36                |
| Canada            | 7                 |
| Finlandia         | 3                 |
| Germania          | 84                |
| Grecia            | 56                |
| Italia            | 27                |
| Messico           | 47                |
| Norvegia          | 4                 |
| Nuova Zelanda     | 24                |
| Paesi Bassi       | 74                |
| Regno Unito       | 14                |
| Spagna            | 36                |
| Stati Uniti       | 58                |
| Svezia            | 2                 |
| Svizzera          | 31                |